# غرفة 1408 (قصة قصيرة)
1408 قصة قصيرة كتبت من قبل ستيفن كينغ وتحكي إنها الحكاية الثالثة في مجموعة الكتب الصوتية (الدخان والدم) Blood and Smoke التي صدرت في عام 1999, وفي عام 2002 تم جمع "1408" في شكل كتابي باعتباره القصة الثانية عشرة في مجموعة King's Everything's Eventual, وفي مقدمة القصة يقول كينج إن "1408" هي نسخته لما يسميه «غرفة الأشباح في النزل» وهو المصطلح الخاص به لموضوع الفندق المسكون أو غرف النزل في خيال الرعب، كتب في الأصل الصفحات القليلة الأولى كجزء من ملحق لكتابه الغير الخيالي عن الكتابة:مذكرات الحرفة (2000) ولاستخدامه كمثال لكيفية تغيير القصة من مسودة وثيقة إلى أخرى، ولاحظ كينج أيضًا كيف تضيف أرقام العنوان إلى الرقم الذي يُفترض أنه سيئ الحظ الرقم 13 .

## ملخص الحبكة
مايك إنسلين هو كاتب أعمال غير خيالية تستند إلى موضوع الأماكن المسكونة: عشر ليالٍ في عشرة منازل مسكونة ، وعشر ليالٍ في عشرة مقابر مسكونة ، وعشر ليالٍ في عشر قلاع مسكونة . لقد أثبتوا أنهم الأكثر مبيعًا، لكن إنسلين يشعر ببعض الذنب بسبب نجاحهم ومعترفًا بشكل خاص بأنه لا يؤمن بالعناصر الخارقة للطبيعة التي يحقق فيها.
عند وصوله إلى فندق دولفين في شارع 61 في مدينة نيويورك، عازم انسلين على قضاء الليلة في غرفة الفندق سيئة السمعة 1408 كجزء من بحثه لكتابه التالي، Ten Nights in Ten Haunted Hotel Rooms, وقابله مدير الفندق السيد أولين الذي أطلعه على التاريخ المرضي للغرفة - 1408 كان مسؤولاً عن 42 حالة وفاة و 12 منها على الأقل انتحار على مدى 68 عامًا، بينما أشار إلى أنه لا يعتقد أن هناك أشباحًا في عام 1408، أصر أولين على أن هناك «شيئًا» موجودًا في الداخل مما يتسبب في حدوث أشياء فظيعة لأي شخص يبقى داخل جدرانه لأي شيء سوى فترات زمنية قصيرة، وعلى هذا النحو سعى جاهداً لإبقاء الغرفة شاغرة خلال فترة عمله كمدير وهي فترة تقرب من 20 عامًا، وعندما يكشف اولين أيضًا أنه نظرًا للممارسة الخرافية المتمثلة في عدم التعرف على الطابق الثالث عشر مطلقًا (تم إدراج الغرفة على أنها في الطابق الرابع عشر) فهي غرفة لعن من وجودها في الطابق الثالث عشر، حيث يصل عدد الغرف إلى 13 مما يجعلها جميعًا الاسوأ.
فيتأثر انسلين سرًا بملاحظات أولين وأدلة ولكن تصميمه على عدم الظهور بالخرافات ومتابعة بحثه يفوز، ويطالب بحق البقاء في الغرفة من خلال التهديد باتخاذ إجراء قانوني ضد الفندق، فيناشد أولين إنسلين أن يعيد النظر معتقدًا أن المشكِّك سيكون شديد التأثر بسلطات الغرفة، وفي إصرار انسلين المستمر قاده أولين على مضض إلى عام 1408 وكان غير راغب في مرافقته أبعد من المصعد الذي يهبط في الطابق الرابع عشر.
تبدأ مشاكل إنسلين مع الغرفة 1408 قبل أن تطأ قدمه الباب ويبدو أن الباب نفسه كان مركّبًا إلى اليسار في البداية، فبعد أن كان بعيدًا ونظر إلى الخلف بدأ ان الباب مستقيمًا تمامًا، ثم بعد ان نظر للمرة الثالثة، يبدو أنه معوج مرة أخرى، ما عدا الآن على اليمين، فيستنبط التجربة حتى محاولة أولين التلاعب به وهو يستنبط نفسه ويدخل الغرفة.
يقضي إنسلين 70 دقيقة في الغرفة 1408، ويضع تجربته في جهاز تسجيل شريطي محمول باليد، وعلى الفور تقريبًا يأخذ قطار أفكاره منعطفات فوضوية غير مرحب بها - يقارن ذلك بـ «الرجم بالحجارة على مخدر رديء ورخيص» - ويعاني من هلوسة بصرية غريبة، وقائمة الإفطار في المنصة الليلية تغير اللغات إلى الفرنسية وثم الروسية وثم الإيطالية ثم بعد ذلك نقش خشبي للذئب يأكل ساق صبي يصرخ، يبدو أن الاشكال الموجودة على ورق الحائط تتحول وتشوه وتتحول صور الغرفة إلى محاكاة ساخرة بشعة، فيشعر إنسلين بقدميه تغوص في السجادة مثل الرمال المتحركة ويسمع صوتًا مرعبًا على هاتف الغرفة وهو يردد عبارات مرعبة: «هذه تسعة! تسع! لقد قتلنا أصدقائك! كل صديق مات الآن! هذه ستة! ستة!»
وتبدأ الغرفة نفسها بالذوبان والجدران والسقف تواءم وكأنها تنحني للداخل، فيستشعر انسلين حضورًا دنيويًا خطيرًا قادمًا بالنسبة له، وفي حالة من اليأس أشعل النار في قميصه «المحظوظ» من هاواي أثناء ارتدائه مما أدى إلى كسر تعويذة الغرفة لوهلة كافية تمكنه من الهروب منها، وعند دخوله إلى القاعة قام نزيل آخر بغمره بالجليد، عندما ينظر الضيف الآخر داخل الغرفة ويميل إلى الدخول فيحذره إنسلين من ذلك مدعيًا أن الغرفة «مسكونة», ثم بعد ذلك الباب يغلق.
وبعد محنته التي عدت تخلى إنسلين عن الكتابة تمامًا، وقد عانى من مشاكل جسدية ونفسية مختلفة بسبب إقامته القصيرة في الغرفة، فيلاحظ في نفسه (كما قال أولين سابقًا) أنه لا توجد أشباح في عام 1408 لأن الأشباح كانت ذات يوم مجرد بشر وفي حين أن الكيان الذي واجهه كان غير إنساني بشكل مروّع، ففي النهاية ينام إنسلين انواره مضاءة وأزال جميع هواتف منزله ويسحب ستائره دائمًا قبل حلول الظلام فلا يمكنه تحمل الظل البرتقالي المصفر عند غروب الشمس الذي يذكره بالضوء داخل الغرفة 1408.

## مرجع في أعمال أخرى
- تم تضمين جزء من مسودات القصة في On Writing كدراسة لكيفية تحرير كينغ لعمله.

## اقتباس الفيلم
طوّر المخرج السينمائي السويدي ميكائيل هافستروم فيلم 1408 اقتباسا من القصة القصيرة، ببطولة جون كيوزاك في دور مايكل إنسلين وصامويل جاكسون في دور السيد أولين، تم إصدار الفيلم في يوم 22 يونيو عام 2007 وحقق نجاحًا كبيراً في عطلة نهاية الأسبوع الافتتاحية حيث ان احصد 20.1 مليون دولار.